# Graskop
Graskop este un oraș din Africa de Sud.